# Вал д'Изер
Вал д'Изер (фр. Val-d'Isère) насеље је и општина у источној Француској у региону Рона-Алпи, у департману Савоја.
По подацима из 2006. године у општини је живело 1753 становника, а густина насељености је износила 19 становника/km². Општина се простире на површини од 94,39 km². Налази се на средњој надморској висини од 1.849 m (максималној 3.599 m, а минималној 1785 m).
Место је познато зимско одмаралиште. У њему су се одржавала нека такмичења током Олимпијских игара 1992.

## Демографија
| 1962. | 1968. | 1975. | 1982. | 1990. | 2011. |
| ----- | ----- | ----- | ----- | ----- | ----- |
| 1.015 | 1.413 | 1.344 | 1.637 | 1.701 | 1.602 |